# Amparafaravola
Amparafaravola är en distriktshuvudort i Madagaskar.   Den ligger i distriktet Amparafaravola och regionen Alaotra-Mangoro, i den centrala delen av landet, 160 km norr om huvudstaden Antananarivo. Amparafaravola ligger 777 meter över havet och antalet invånare är 51 519.
Terrängen runt Amparafaravola är huvudsakligen platt, men västerut är den kuperad. Runt Amparafaravola är det ganska tätbefolkat, med 120 invånare per kvadratkilometer. Det finns inga andra samhällen i närheten. Trakten runt Amparafaravola består i huvudsak av gräsmarker.